# Philippine Schick
Philippine Schick (geboren 9. Februar 1893 in Bonn; gestorben 13. Januar 1970 in München) war eine deutsche Komponistin und Hochschuldozentin.

## Leben
Philippine Schick war die Tochter von Joseph Schick, ab 1897 Professor für Anglistik in München, und dessen aus England stammender Ehefrau Mary Butcher. Sie wuchs zweisprachig auf, bekam ab dem Alter von acht Jahren Klavierunterricht und danach Geigenunterricht. Schon als Dreizehnjährige versuchte sie sich als Schriftstellerin und komponierte erste Lieder und Klavierstücke. 1910 bestand sie nach Abschluss der Mädchenschule das Lehrerinnen-Examen und nahm ein Studium auf. Ihr Vater lehnte es ab, ihr ein Kompositionsstudium zu finanzieren, da er einem Mädchen keine Erfolgschancen einräumte. Schick, die ein großes Interesse an Sprachen hatte, studierte zunächst an der Universität München alte Sprachen und Literaturen sowie Mathematik. Daneben erlernte sie chinesische Schriftzeichen und ägyptische Hieroglyphen.
Als ihr Vater 1914 bei Ausbruch des Ersten Weltkriegs eingezogen wurde, schrieb sie sich eigenmächtig an der Königlichen Akademie der Tonkunst in München ein. Zu ihren Lehrern zählten Friedrich Klose, August Schmid-Lindner, Hermann Zilcher und Wolfgang Ruoff. Sie konnte auch ihren Vater von ihren Fortschritten überzeugen und bestand 1918 das Examen. Danach wandte sie sich an Hermann Wolfgang von Waltershausen, dem sie ihr Streichquartett vorstellte, woraufhin er sie als Privatschülerin akzeptierte. Sie heiratete ihn im Jahr 1927. Im Folgejahr gebar sie die gemeinsame Tochter Leonore (Lore). Da Waltershausen ihrem eigenen künstlerischen Schaffen zu wenig Freiraum ließ, sondern sie als Köchin und Sekretärin benötigte, ließ sich Schick 1932 von ihm scheiden.
Ab 1924 war sie selbst Musiklehrerin. In der Gesellschaft deutscher und österreichischer Künstlerinnen (GEDOK) war sie Mitbegründerin der Fachgruppe Musik.
Während der Zeit des Nationalsozialismus arrangierte sie sich mit dem Regime, um weiter aufführen zu dürfen. Ein Konzertversuch im April 1933 gemeinsam mit Lotte Leonard führte zum Eklat und sie wurde aus der GEDOK ausgeschlossen. Nach einem Jahr konnte Schick jedoch wieder beitreten und wurde nicht weiter schikaniert, Ende der 1930er Jahre wurde sie sogar Musikbeirätin der ReichsGEDOK. Schick war Mitglied im Deutschen Frauenwerk, hielt sich aber aus Parteiveranstaltungen heraus. Eine Annäherung etwa von Mathilde Ludendorff wies die „unpolitische Künstlerin“ zurück. Sie gab Erwachsenenkurse in Musik, führte auf (1939 etwa in einer Tournee durch sieben deutsche Städte) und bildete sich selbst als Dirigentin weiter. Sie schrieb 1940 den Aufruf Führt unsere Komponistinnen auf, um sich als Künstlerin Beachtung zu verschaffen, was ihr auch gelang: Neben Grete von Zieritz gehörte sie zu den bekanntesten „ernsten Komponistinnen“ während des Dritten Reichs. Die Hälfte ihrer Kompositionen stammt aus der Zeit zwischen 1933 und 1942; fast alle davon wurden auch aufgeführt. 1941 bis 1943 veröffentlichte sie über komponierende Frauen und betonte ihre strengen Maßstäbe ans Komponieren.
Von 1946 bis 1956 war sie Lektorin für Musiktheorie und Anglistik an der Universität München. Zu ihren Schülern in Musik gehörten unter anderem Horst Leuchtmann und Rolf Agop. Bekannt war sie auch mit Aloys Fleischmann. Sie veröffentlichte auch anglistische Arbeiten.
Schick wurde als eine höchst leistungsorientierte Persönlichkeit charakterisiert, die sich stets antrieb, um Erfolge zu erzielen oder frühere Erfolge zu übertreffen. Nach ihrem Tod wurden ihre Werke kaum noch aufgeführt.

## Ehrungen
- Die Phillipine-Schick-Allee in MünchenSchwabinger Kunstpreis (1963)

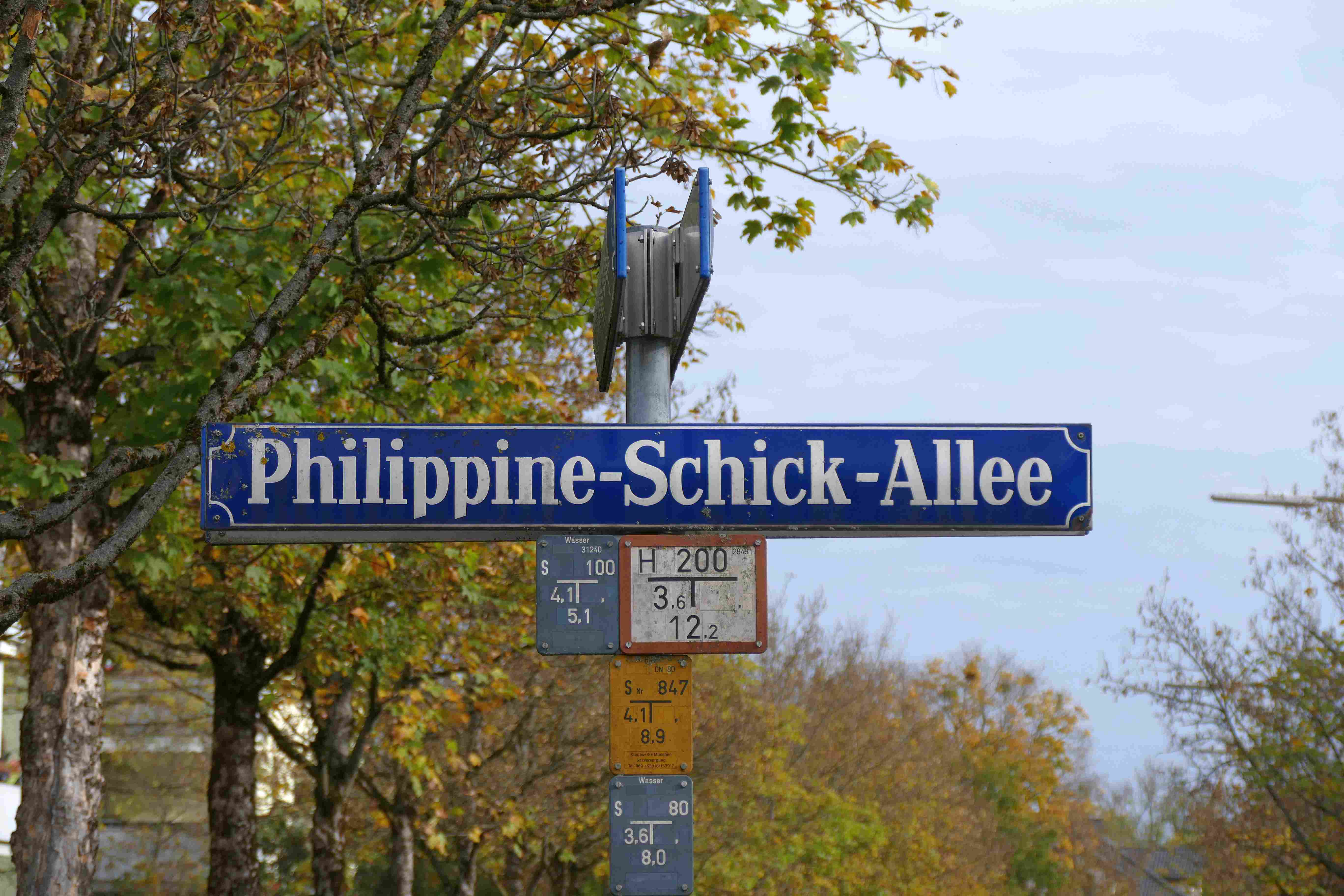
Die Phillipine-Schick-Allee in München

- In München wurde ihr zu Ehren die Philippine-Schick-Allee benannt.